# María Luz Gabás Ariño
María Luz Gabás Ariño   (Montsó, 1968), més coneguda com a Luz Gabás, és una novel·lista, filòloga i política espanyola. Va ser alcaldessa de la localitat de Benasc. El 2022 va guanyar el Premi Planeta per Lejos de Luisiana.

## Biografia
Després de viure un any en la localitat de San Luis Obispo, Califòrnia, va estudiar a Saragossa, llicenciant-se en filologia anglesa i va obtenir més tard la plaça de professora titular d'escola universitària. Durant molts anys va compaginar la docència amb la traducció, publicació d'articles, recerca literària i lingüística, així com la participació en projectes culturals, teatrals i de cinema.
Des de l'any 2007 resideix a Ancils, al costat de la vila de Benasc, de la qual va ser alcaldessa del 2011 al maig de 2015 pel Partit Popular.
Va publicar la seva primera novel·la, Palmeres en la neu, el 2012, quer seria adaptada al cinema. El 2014 va publicar Regreso a tu piel. Luz Gabás i José Luis Corral van ser, segons Europa Press, els escriptors amb més vendes a la província d'Osca durant 2014. El 2022 va guanyar el premi Planeta per Lejos de Luisiana.

## Obres
- Palmeres en la neu. Publicada l'any 2012 en castellà, ha estat traduïda a l'italià, català, holandès, polonès, alemany i portuguès.[11][12] Possiblement, l'èxit de la seva primera novel·la es deu al fet que tracta un tema poc habitual en literatura com és el passat colonial més recent d'Espanya a Àfrica a través d'uns emigrants que viatgen a l'illa Fernando Poo, colònia i, posteriorment, província espanyola a Àfrica entre els anys 1959 i 1968, coneguda com a Guinea Espanyola.[13] La versió cinematogràfica, interpretada pels actors Mario Casas i Adriana Ugarte, narra l'experiència del pare de Luz Gabás quan va emigrar l'any 1953, amb tan sols 24 anys, a Guinea Equatorial per treballar en la plantació de cacau de Sampaka.[14][15][16] El 2022 s'havien venut 600.000 exemplars del llibre.[17]
- Regreso a tu piel. Publicada en 2014, està ambientada al segle xvi, als Pirineus d'Osca, narra una història d'amor i retrata la cruel repressió seglar contra la bruixeria de l'època.[7][18][19][7]
- Como fuego en el hielo, publicada el 2017, narra una relació amorosa a finals del segle xix a les muntanyes de Benasque.[6]
- El latido de la tierra, del 2017, vol ser un retrat de les zones despoblades d'Espanya.
- Lejos de Louisiana, publicada el 2022, li va suposar guanyar el Premi Planeta, on es va presentar amb el pseudònim Hoja de Fresno. Es tracta d'una novel·la històrica ambientada als Estats Units durant la presència espanyola, on apareix Carles III ajudant les Tretze Colònies durant la Guerra de la Independència.[5]